# Pitigliano
Pitigliano és un municipi situat al territori de la província de Grosseto, a la regió de la Toscana (Itàlia).
Limita amb els municipis de Farnese, Ischia di Castro, Latera, Manciano, Sorano i Valentano.
Pertanyen al municipi la frazione de Casone

## Galeria

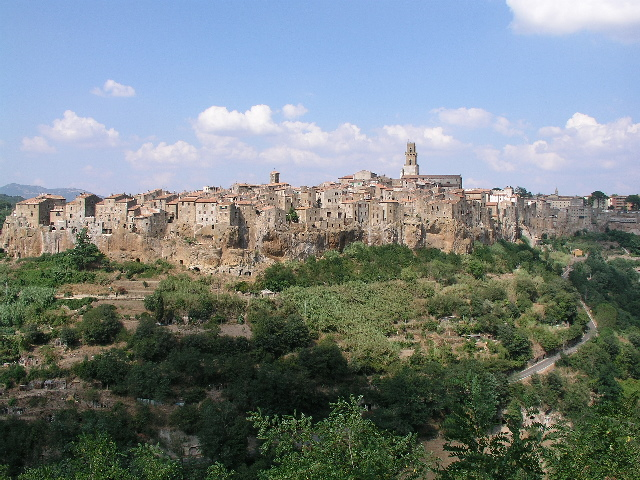
Vista del poble
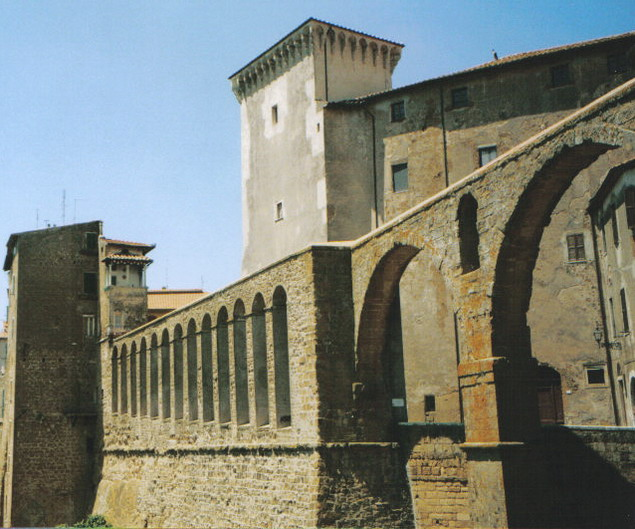
L'aqüeducte de Pitigliano
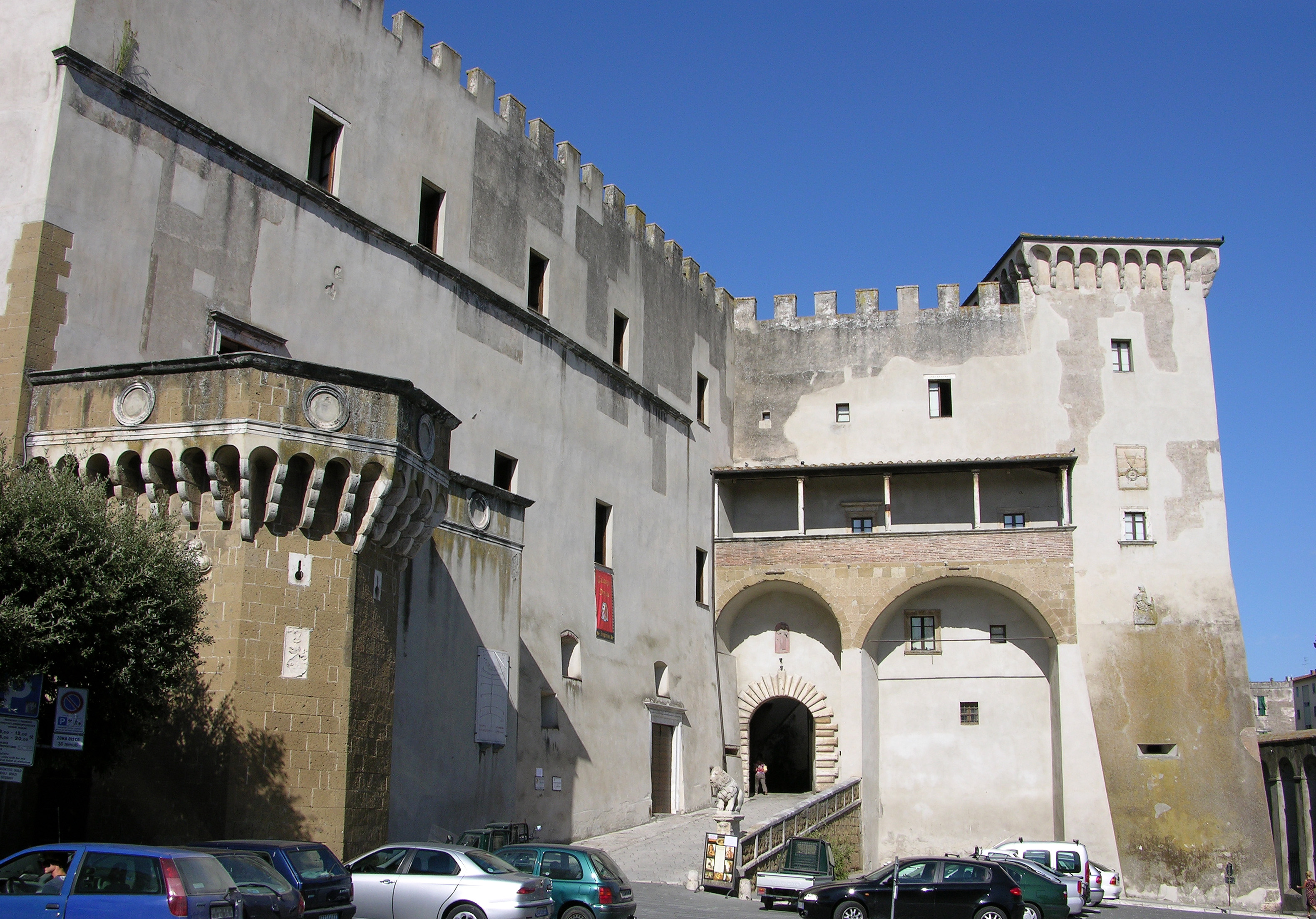
Palazzo Orsini
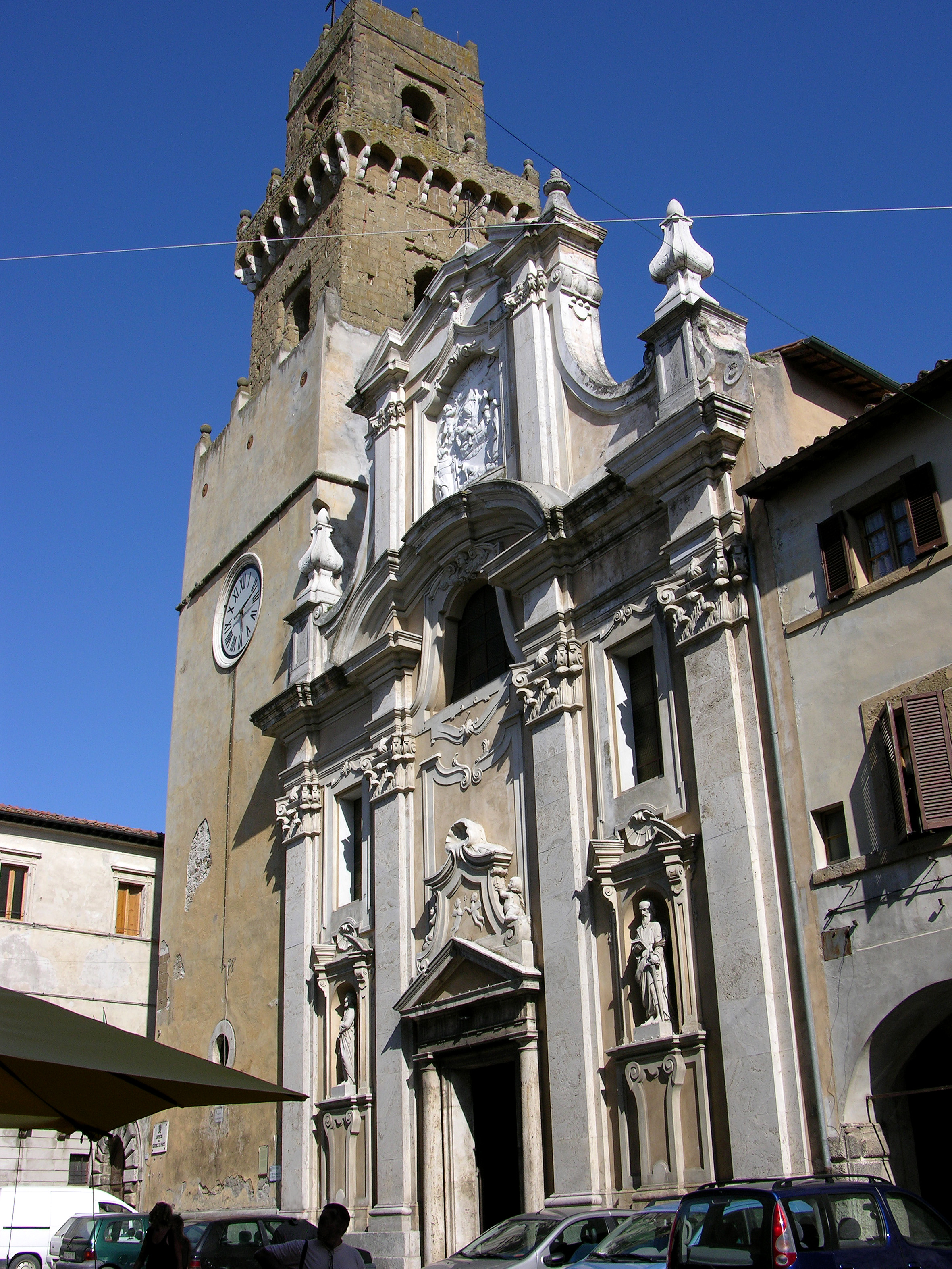
Catedral de S.Pere i S.Pau
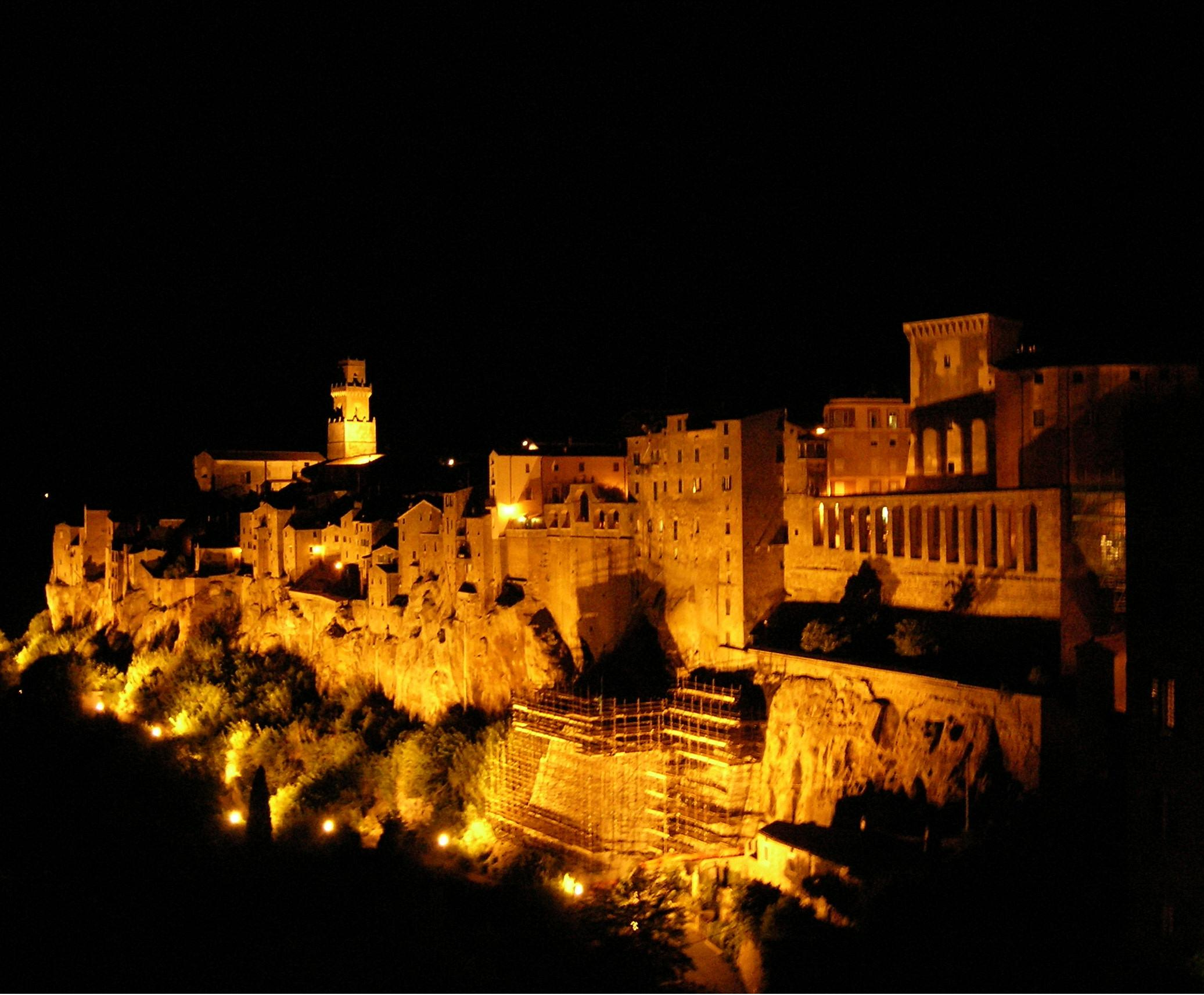
Vista nocturna
Localització de Pitigliano a la província de Grosseto